# Loris Tolot
Pour les articles homonymes, voir Tolot.
Pas d'image ? Cliquez ici

a Compétitions nationales et continentales officielles uniquement.

Dernière mise à jour le 10 mai 2025.
Loris Tolot, né le 3 mars 1993, est un joueur français de rugby à XV évoluant aux postes d'ailier et d'arrière avec le SU Agen Lot-et-Garonne.
Son frère jumeau, Lucas Tolot, est aussi joueur de rugby professionnel. Il est le fils de Bruno Tolot et le neveu de l'international français Jean-Louis Tolot et d'Éric Tolot.

## Carrière

### Formation
Loris Tolot est issu du centre de formation du SU Agen.

### En club
Loris Tolot rejoint l'US Montauban durant l'été 2015 et participe durant deux saisons au championnat de Pro D2.
En mai 2017, il joue la finale d'accession au Top 14 avec Montauban avant de rejoindre, pour la saison 2017-2018, son club formateur d'Agen.
En février 2020, il participe au Supersevens avec son club d'Agen.

## Palmarès
Néant